# Spiraea nishimurae
Spiraea nishimurae là loài thực vật có hoa trong họ Hoa hồng. Loài này được Kitag. miêu tả khoa học đầu tiên năm 1934.